# هتل دل لونا
هتل دل لونا (کره‌ای: 호텔 델루나) یک مجموعهٔ تلویزیونی کره جنوبی سال ۲۰۱۹ با بازی آی‌یو و یو جین گو که به ترتیب در نقش صاحب و مدیر هتلی که برای برآورده سازی نیاز ارواح ساخته شده است نقش‌آفرینی می‌کنند. این مجموعه توسط GT: st تولید شده و خواهران هونگ نویسندگان آن بوده‌اند و اوه چونگ-هوان نیز کارگردانی این مجموعه را بر عهده داشته است، این مجموعه از ۱۳ ژوئیهٔ تا ۱ سپتامبر ۲۰۱۹ از تی‌وی‌ان پخش شد. 
این مجموعه پربیننده‌ترین درام شبکه تی‌وی‌ان در سال ۲۰۱۹ بود و آن را به یکی از پردرآمدترین درام‌های کره‌ای در تاریخ تلویزیون کابلی تبدیل کرد.

## بازیگران

### اصلی

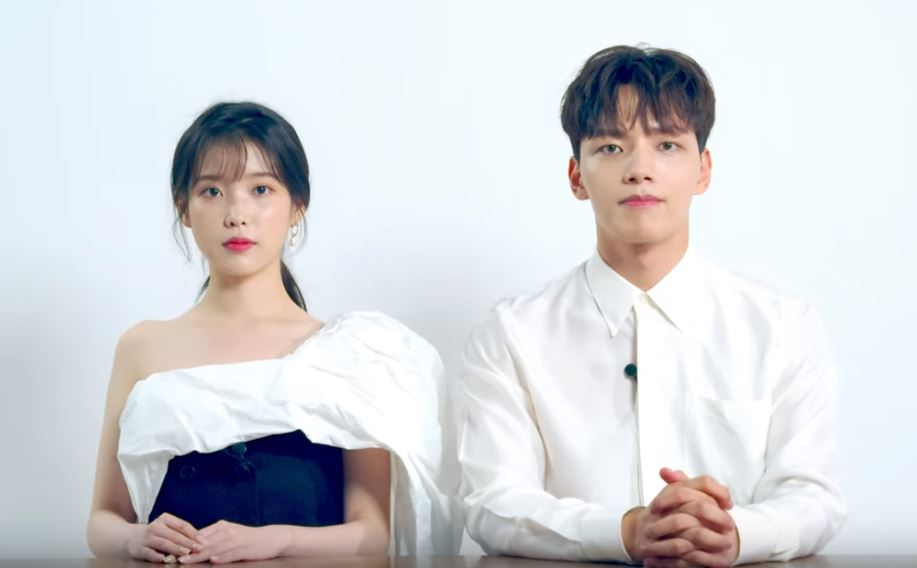
لی جی اون و یو جین گو در طول مصاحبه برگزارشده برای هتل دل لونا

- لی جی اون (آی‌یو) در نقش جانگ مان وول[۶]
  - کیم گیو ری در نقش کودکی مان وول

مالک بداخلاق هتل دل لونا (مهمان خانه ماه) به مدت ۱۳۰۰ سال. شخصیت او پس از ملاقات با گو چان-سونگ به تدریج آرام می‌شود. پس از یک سری اتفاقات که در نهایت توسط اولین عشقش، گو چونگ-میونگ به او خیانت شد، او در نهایت برای انتقام گرفتن افراد زیادی را کشت و برای کفاره گناهانش به دنبال مهمانخانه ماه برای مردگان گشت. وقتی آن را پیدا کرد، محکوم شد که مهمانخانه را اداره کند تا اینکه قلبش که اکنون با یک درخت کهن تجسم یافته بود، سرانجام تغییر کرد. او که به تناوب بین سرد/منزوی و بدخلق است، با گذشت قرن‌ها کینه دارد تا زمانی که گو چان-سونگ را ملاقات می‌کند و کسی که او را برای بهتر شدن تغییر می‌دهد. او به خاطر علاقه‌اش به لباس‌های عجیب و غریب و پر زرق و برق (او دارای بیش از صد لباس در این سری است) و نوشیدن مکرر شامپاین معروف است. او عاشق چیزهای گران قیمت و مجلل است و ماشین های مجلل زیادی مانند لندرور و جگوار دارد.
- یو جین گو در نقش گو چان-سونگ[۹]
  - کیم کانگ-هون در نقش کودکی چان-سونگ

مدیر کل جدید هتل دل لونا، جانشین مدیر قبلی، نوه جون سوک. او فارغ التحصیل MBA از هاروارد است که به عنوان دستیار مدیر در یکی از برترین هتل‌های کره استخدام شده است. با این حال، به دلیل معامله‌ای که پدرش با جانگ من وول بیست و یک سال قبل انجام داد، چان سونگ مجبور می‌شود مدیر کل هتل مان وول، دل لونا شود و بر ترس‌هایش در مقابله با ارواح غلبه کند. دوراندیشی و منطقی بودن، او را در تضاد با مان-وول قرار می‌دهد، به ویژه اینکه تمایلات ولخرجی و اخاذی مان-وول را مهار می‌کند. هنگامی که او در هتل دل لونا مستقر می‌شود، او با شفقت و مهربانی ظاهر می‌شود، با تمرکز بر روی هر مشتری تمهیدات لازم را در مورد او می‌اندیشد، چان سونگ مشتاقانه بدنبال فهمیدن گذشته مان وول است تا از او در برابر ارتکاب گناهان بیشتر محافظت کند.

### نقش‌های مکمل

#### هتل دل لونا
- جونگ دونگ هوان در نقش نو جون-سوک

مدیر کل هتل به مدت ۳۰ سال که پس از ورود گو چان-سونگ بازنشست شد. در حال بازنشستگی است. او با تحمل خلق و خوی مان وول در نهایت با همه از جمله مان وول پیوند برقرار می‌کند و او را خواهر، دختر و دوست خود می‌داند.
- شین جونگ-گون در نقش کیم سون-بی (کیم شیک سابق)

قدیمی ترین کارمند هتل، او در زمان سلسله چوسان به عنوان محقق کیم شیک زندگی می‌کرد پس از برکناری از سمت خود به دلیل نوشتن داستان‌هایی در مورد زندگی مردم عادی، چیزی که در آن زمان "انحراف" تلقی می‌شد، خودکشی کرد . او ۵۰۰ سال منتظر ماند تا نام خود را پاک کند.
- به هه-سون در نقش چوی سئو-هی

خانه دار و ارائه دهنده خدمات اتاق با شخصیتی برون گرا. او در دوران چوسان به عنوان همسر یک نجیب‌زاده زندگی می‌کرد. وقتی به جای پسر، دختری به دنیا آورد، خانواده شوهرش فرزندش را بردند تا از گرسنگی بمیرد و نوزاد را بکشند. در همین حال، شوهرش به او خیانت کرد و بعداً افراد خود را برای کشتن او فرستاد. او کینه‌ای عمیق دارد و عهد کرده که ببیند تک تک نسل خانواده شوهرش از بین می‌رود. او امیدوار است زمانی بمیرد که بتواند آخرین وارث آنها را با خود ببرد.
- پیو جی-هون در نقش جی هیون-جونگ

مسئول پذیرش هتل. او خوش اخلاق و مودب است اما کارش را دوست ندارد. او یک دانش آموز (در مدرسه سو جونگ / یونا) بود که در اوج جنگ کره به طور تصادفی توسط یکی از دوستانش کشته شد که سپس هویت او را جعل کرد. او عمیقاً به خواهر کوچکترش اهمیت می‌دهد و ۷۰ سال منتظر است تا بتواند با هم به زندگی پس از مرگ بروند. او شروع به قرار ملاقات با جونگ سو جونگ / کیم یونا می‌کند اما در نهایت مجبور است از او جدا شود زیرا جی-هون باید به زندگی پس از مرگ برود.
- کانگ می نا به عنوان روح جونگ سو جونگ / کیم یونا (که در داخل بدن کیم یونا ساکن است)[۱۱]

دانش آموزی ثروتمند و مغرور که در نهایت روح جونگ سو جونگ در بعد جسمانی‌اش ساکن می‌شود، همکلاسی که یونا او را مورد آزار و اذیت قرار داد و به طور تصادفی با هل دادن او از روی پل کشته شد. وقتی روح یونا نابود می‌شود، سو جونگ تصمیم می‌گیرد در بدن یونا بماند و هویت او را برای خود بگیرد. به دلیل اینکه روحی است که در بدن کسی دیگر زندگی می‌کند او می‌تواند ارواح را ببیند. در نهایت به عنوان کارآموز در هتل استخدام می‌شود.

#### مردم اطراف جانگ ما وول
- لی دو-هیون در نقش گو چونگ میونگ

یک ژنرال گارد سلطنتی شیلای متحد که عاشق مان وول شد. او مجبور شد با پرنسس سونگ هوا ازدواج کند و شورشیان تحت فرمان مان وول را قتل و عام کند تا وفاداری خود را به پادشاه ثابت و سوء ظن‌ها را برطرف کند و از قبیله خود محافظت کند و همچنین مان وول را از مجازات در امان نگه دارد. او اجازه می‌دهد توسط مان وول کشته شود. اولین مهمان هتل، او نیز در حال جبران گناهان خود بوده و به دلیل قولی که مان وول داده بود، مخفیانه در کنار او ماند.
- لی ته سون در نقش یون وو / افسر پارک یانگ سو

رهبر راهزنان همراه با مان وول ، او به عنوان یک برادر همانند جانشین برای او عمل می‌کند. او بعداً توسط چانگ-میونگ مورد خیانت قرار گرفت و تحت رهبری او دستگیر و کشته می‌شود، که باعث شد جانگ مان وول کینه‌ای عمیق نسبت به چانگ-میونگ پیدا کند. او به عنوان کارآگاه پلیس پارک یانگ سو، که دوست پسر لی می‌را، (تجسم شاهزاده خانم سونگ‌هوا) می‌شود، تناسخ پیدا می‌کند.

#### اطرافیان گو چان سونگ
- چو هیون-چول در نقش سانچز[۱۲]

بهترین دوست چان سونگ زمانی که در هاروارد تحصیل می‌کردند. او پسر یک اپراتور پولدار پیتزا است که رستورانی را در سئول اداره می‌کند. او خانه‌اش را به روی چان سونگ و لی می‌را باز می‌کند. او در نهایت ماهیت واقعی هتل دل لونا را پس از مرگ دوست دخترش می‌فهمد.
- پارک یو-نا در نقش پرنسس سونگ هوا / لی می-را

شاهزاده خانم شیلا  که بعدها چونگ-میونگ ازدواج کرد. او بر نابودی مان وول و یون-وو نظارت داشت و در شب عروسی‌اش توسط مان وول برای انتقام کشته شد. پس از گذراندن چندین عمر برای کفاره گناهانش، او به عنوان لی می را، پزشک و دوست دختر سابق چان سونگ، تناسخ یافت. او به کره بازمی‌گردد تا بتواند دوباره روابط خود را با چان سونگ را احیا کند، اما بعداً، از قضا، دوست دختر پارک یانگ سو، (تجسم یون وو) می‌شود.
- لی دیوید در نقش سئول جی وون

مرد جوان ثروتمندی که چان سونگ و همکلاسی سانچز در هاروارد بود. در طول سال‌های تحصیلشان، سئول جی وون بی امان سانچز را مورد آزار و اذیت قرار می‌داد و تقریباً او را به سمت خودکشی سوق می‌داد، اما چان سونگ با موفقیت نقشه جی-وون را ناکام گذاشت، در نتیجه او نسبت به چان سونگ و سانچز کینه‌ای زیادی دارد. او بعداً تبدیل به یک روح انتقام‌جو می‌شود که قصد دارد چان سونگ و آشنایانش را برای انتقام تعقیب کند زیرا در نهایت به دلیل ارتکاب چندین قتل زنجیره‌ای در هنگام دستگیری خودکشی کرد.

#### دیگران
- سو یی-سوک در نقش ماگو

الهه‌ای که زندگی و مرگ افرادی را که از هتل عبور می‌کنند کنترل می‌کند و به اشکال مختلف ظاهر می‌شود.
- کانگ هونگ-سوک در نقش گریم ریپر

روحی که ارواح ساکن در هتل را به زندگی پس از مرگ راهنمایی می‌کند و ارواح شیطانی سرگردان را اسیر می‌کند.